# ヤン・ブックホルスト
ヤン・ブックホルスト（Jan Boeckhorst、ドイツ語名、ヨハン・ボックホルスト: Johann Bockhorst 、1604年 - 1668年4月21日）は、ドイツ生まれの画家である。フランドル地域で働いた。ローマでも働き、ローマで活動した仲間の画家たちからは、「のっぽのヤン」(独: Langer Jan, 蘭: Lange Jan)などの仇名で呼ばれた。

## 略歴
ドイツ西部のミュンスターで生まれた。ミュンスターの名家の出身で、祖父は1568年から1572年の間ミュンスターの市長を務め、法律家の父親も1619年から1627年の間、市長を務めていた。兄はミュンスター司教領の司教領主、クリストフ・ベルンハルト・フォン・ガレンに重用されていた。
ヤン・ブックホルストはミュンスターで教育を受けた後、1621年にヴィッセル（Wissel、現在のカルカーの一部）の聖クレメンス教会で聖職者になるが、司祭に叙階されることはなかった。1626年ごろにネーデルランドに移り、ブリュッセルなどで役人として働いた。絵を学び始め、1633年か1634年に、アントウェルペンの聖ルカ組合に入会を認められている。アントウェルペンでは有力な画家となっていたピーテル・パウル・ルーベンス(1577-1640)と親しくなり、1635年にルーベンスの指揮下で、スペインの王子でスペイン領ネーデルラント総督、フェルナンド枢機卿のアントウェルペン入城を歓迎するための装飾の仕事にアントウェルペンの多くの画家たちとともに参加している 。
1637年から1639年ごろまで、イタリアに旅した。1639年にはローマに滞在し、「ベントフューヘルス」（Bentvueghels、同種の鳥、仲間）と称したローマで活動するオランダやフランドル出身の画家達のグループに加わり、そこでは互いを仇名で呼び合ったことから、ブックホルストはその長身から「のっぽのヤン(Langer Jan)」などの仇名で呼ばれた。
アントウェルペンに戻ると、1640年に亡くなったルーベンスが未完のまま残した作品をルーベンスの未亡人、エレーヌ・フールマンから頼まれて、完成させた。1650年までにアントウェルペンを代表する画家の一人となり、美術愛好家のスウェーデン女王クリスティーナにも画商に紹介された。
1650年代に、フランドルの教会や修道院に多くの宗教画を描き、彼の宗教画はブルッヘやヘント、ローマなどに残されている。故郷のミュンスターにも度々訪れ、聖パウルス大聖堂の装飾画も描いた。
アントウェルペンで1668年に没した。

## 作品

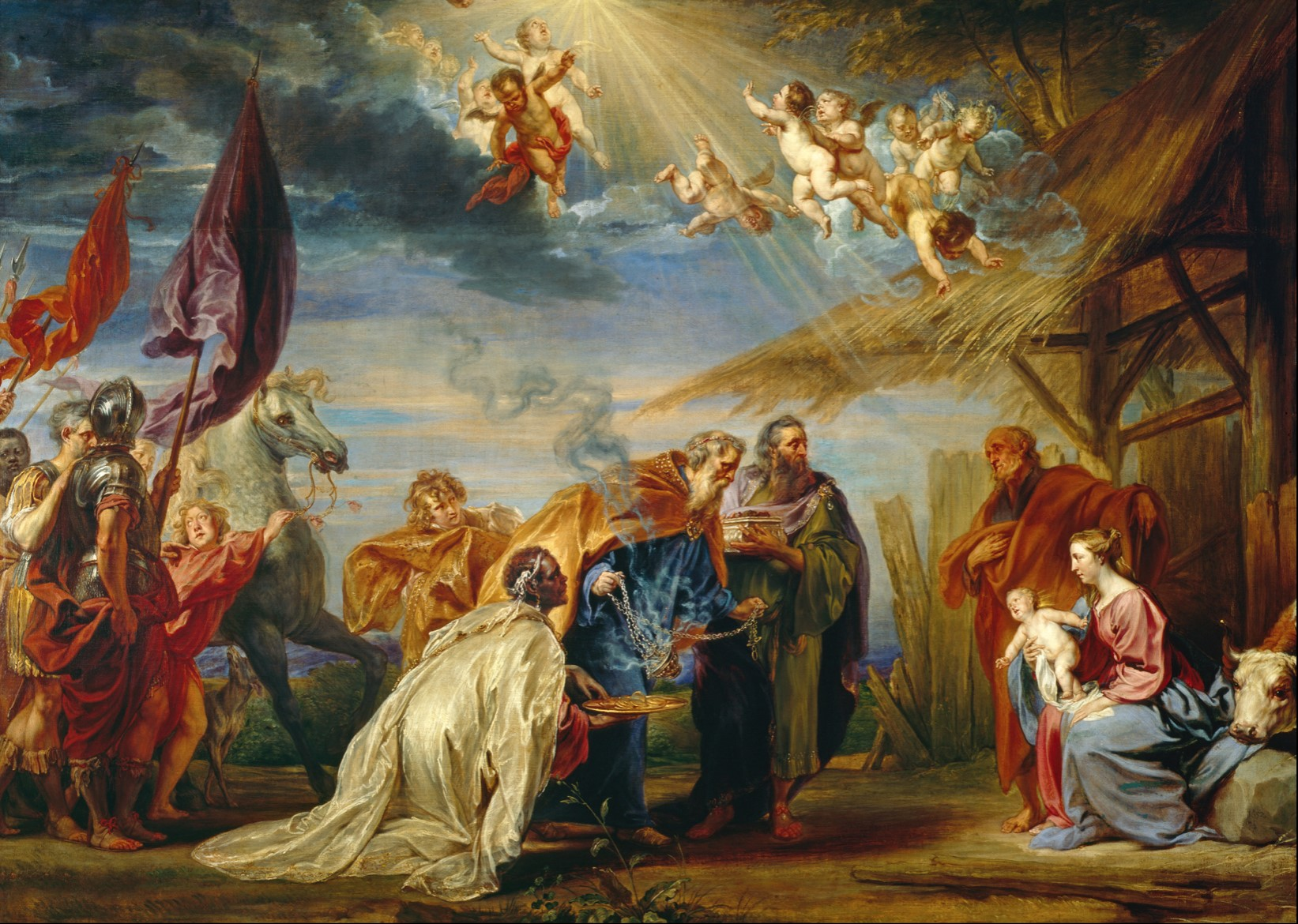
東方三博士の礼拝 (1652) Bob Jones University Museum & Gallery
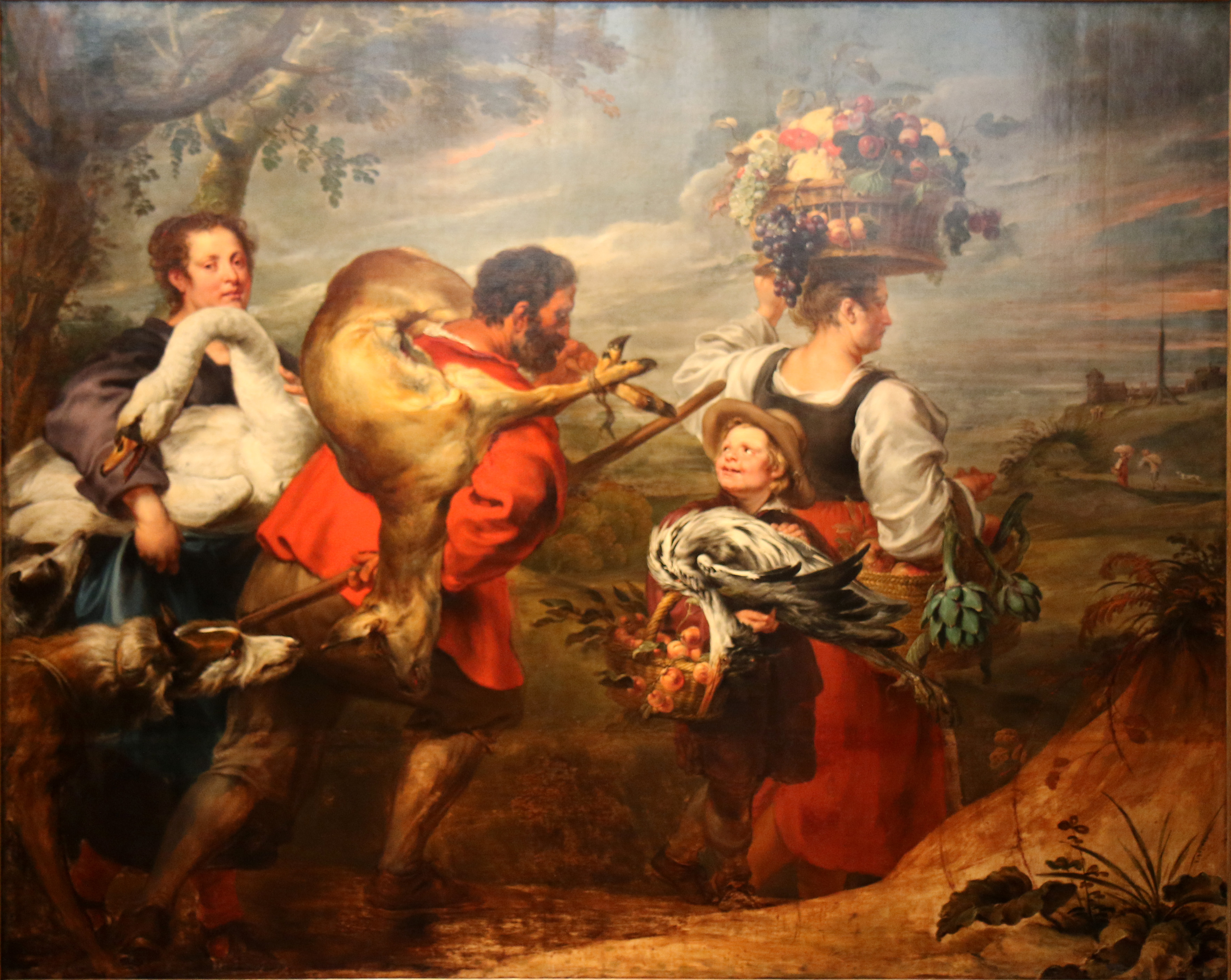
フランス・スナイデルスと共作「市場に向かう農民」 ルーベンスの家 蔵
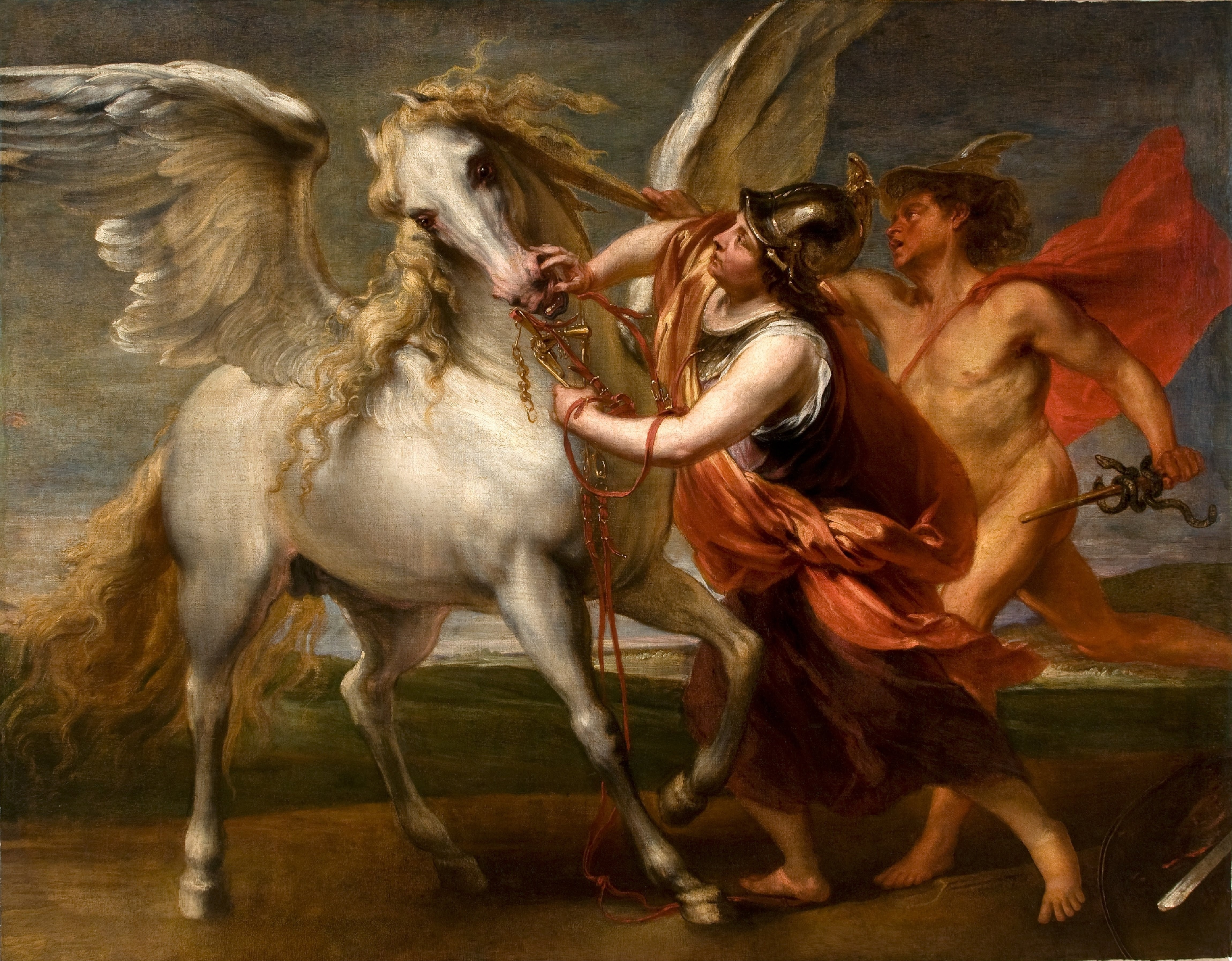
ペガサスを捕まえるミネルバ ブラジル国立美術館

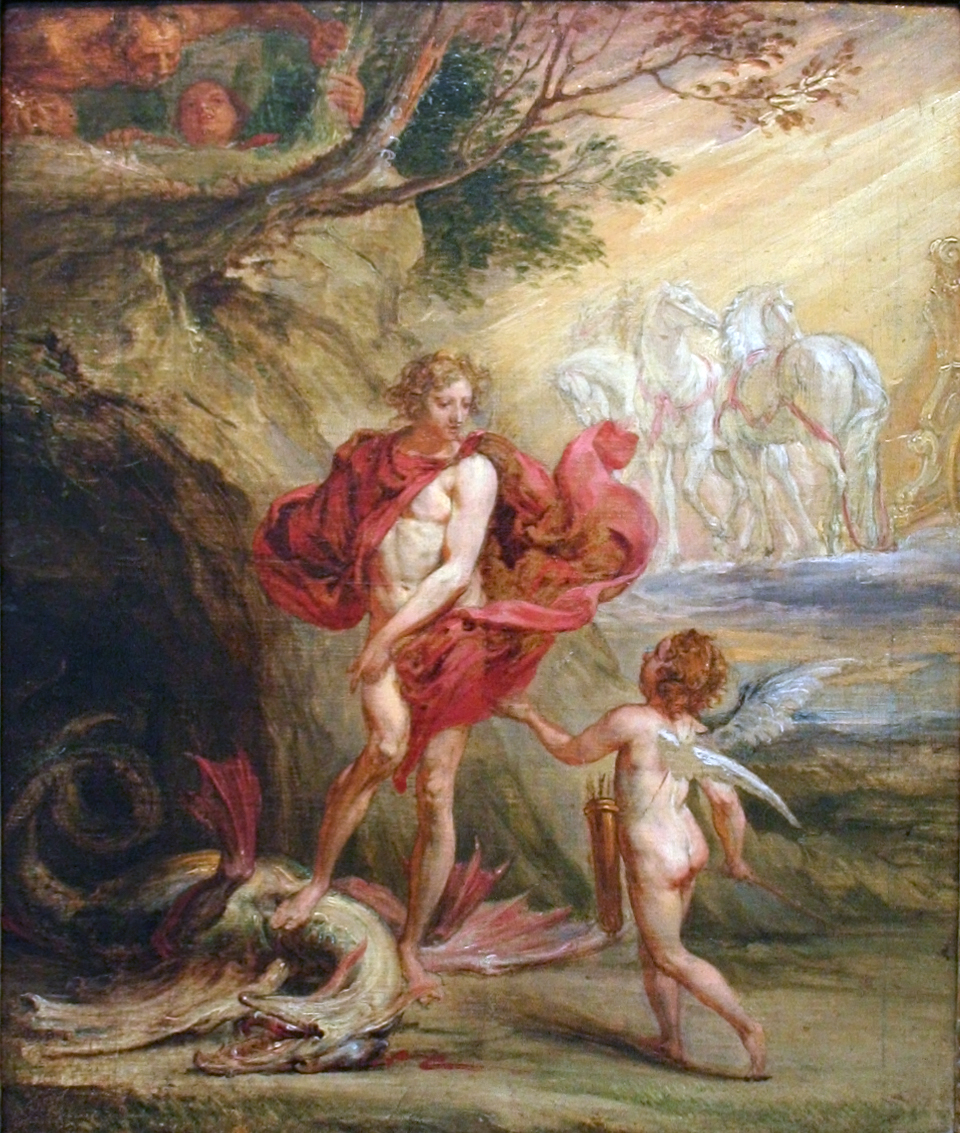
アポロンと大蛇ピュトン ヘント美術館
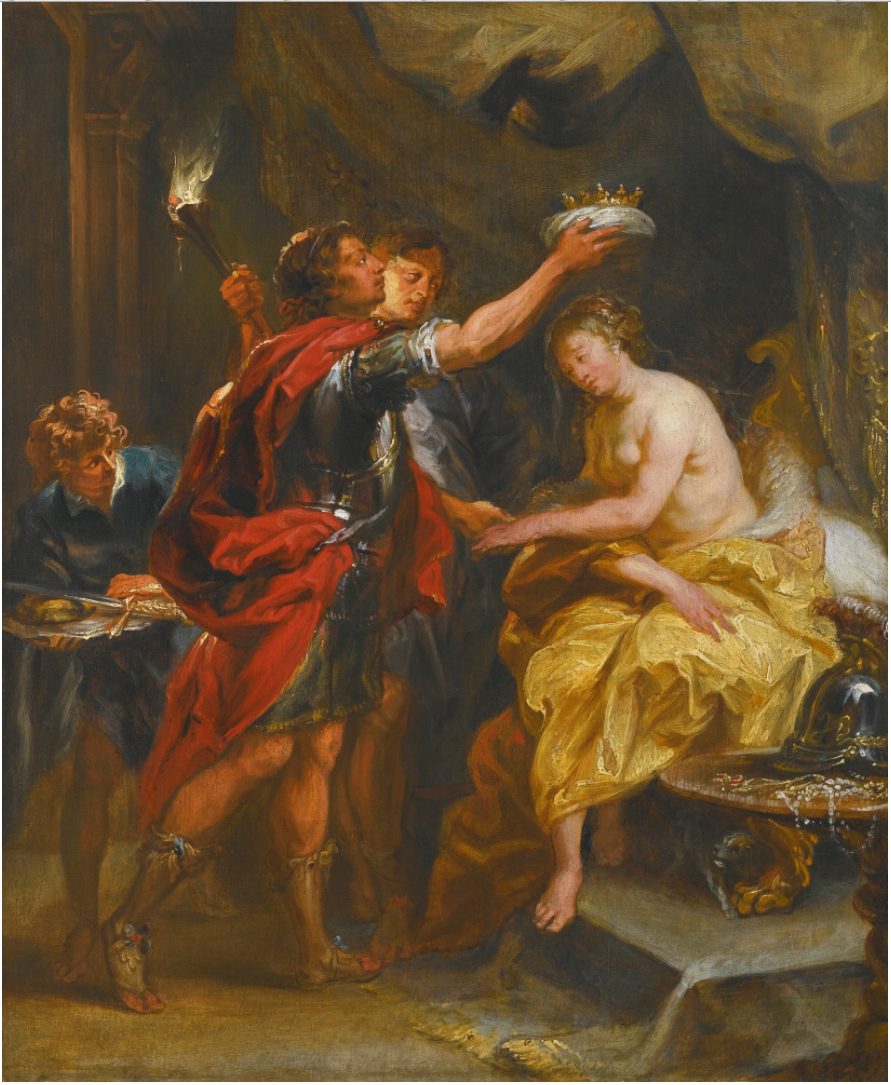
ロクサネに戴冠するアレクサンダー大王
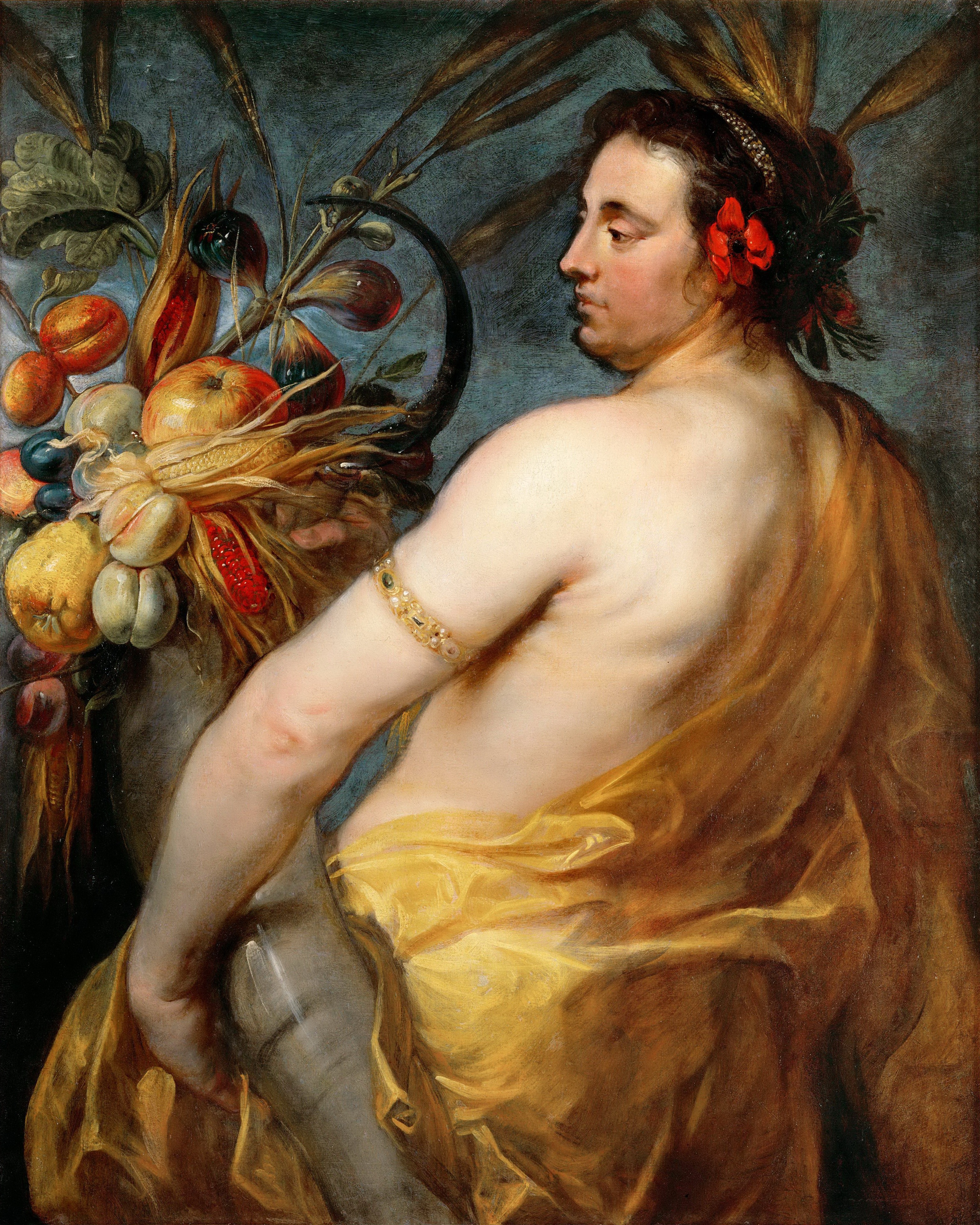
夏の寓意画
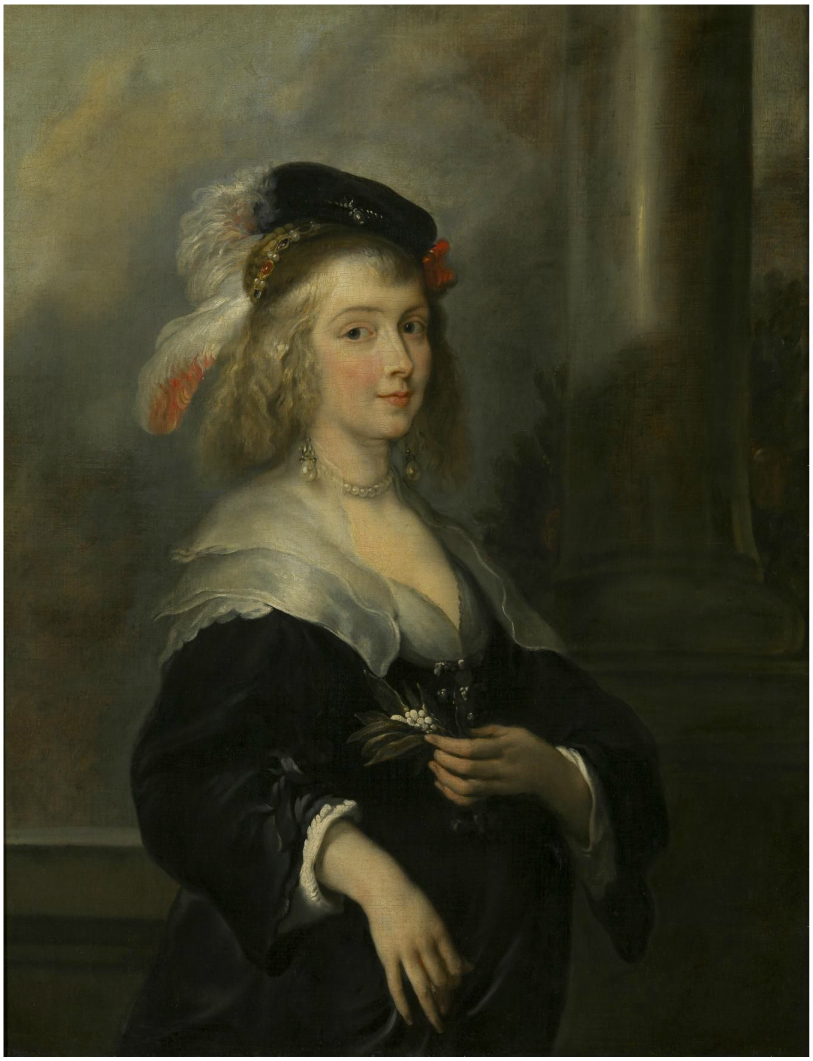
エレーヌ・フールマン